# Gramatikalizace
Gramatikalizace je druh jazykové změny, kdy dochází k desémantizaci lexikální jednotky, jež nabývá gramatického významu.
Příkladem gramatikalizace je vytvoření perifrastického budoucího času ve španělštině pomocí slovesa ir (jít), např. voy a cantar (zazpívám, hodlám zpívat), nebo jednoduchého budoucího času cantaré (budu zpívat, od cantar he neboli musím zpívat), nebo složený budoucí čas pomocí slovesa chtít v některých jihoslovanských jazycích (po vzoru románských jazyků Balkánu). Gramatikalizace probíhá často postupně přes mezistupně, např. srbština a chorvatština časují pomocné sloveso hteti (např. ću se javiti, resp. javiću se "ozvu se"), zatímco makedonština tuto konstrukci zjednodušila a z pomocného slovesa se procesem gramatikalizace stala částice ќе se stejným tvarem pro všechny osoby, např. ќе дојдам (přijdu).
| mak. | штет пети   | ќе да пее    | ќе пее      |
| vl.  | voi cântare | voi si cântu | va si cântu |
Obecně lze říci, že gramatikalizací se z autosémantických lexikálních jednotek stávají gramatické jednotky bez sémantiky, jež se následně stanou klitiky a ještě později afixy, čímž se z analytického jazyka stane jazyk aglutinační.

## Členy
V jazycích, v nichž dochází k úbytku flexe, dochází kvůli identifikaci jmenných frází a vyjádření gramatických funkcí, jež dříve identifikovaly pády, k vytvoření určitého a někdy i neurčitého členu. Určitý člen zpravidla vzniká desémantizací z ukazovacích zájmen, např. вода vs. водата v makedonštině. Proměna zájmen v členy je jedním z gramatikalizačních kanálů v rámci teorie příznakovosti.
Ve slovanských a baltských jazycích se kategorie určitosti vyvinula u adjektiv připojením sufixu *jis, např. lit. baltas vs. baltasis < baltas+jis "bílý" (por. lat. zájmeno is). Staroslověnština tuto kategorii důsledně rozlišovala. V češtině se dlouhá (původně určitá) adjektiva prosadila v atributivních vazbách, krátká v predikativních (čtená kniha vs. kniha je čtena).

## Explicitní označení přímého předmětu
Jazyky s flexí zpravidla tvaroslovně odlišují podmět od přímého předmětu (na rozdíl např. od angličtiny). Ve většině jazyků se označení přímého předmětu (pádová koncovka nebo aglutinační sufix) vyvinulo ze sémanticé funkce alativu, a to zpočátku selektivně jen pro životná substantiva. Např. v indoevropštině koncovka akuzativu -m původně označovala směr (jak je zachováno v latině a jiných archaických indoevropských jazycích, např. domum ire "jít domů", Romam "do Říma" apod.). Jedná se o univerzální tendenci gramatického systému, např. v ajmarštině se alativem označuje (podobně jako dříve v indoevropštině) životný komplement slovesa (wawar uñjta "vidím dítě" oproti ut uñjta "vidím dům"). Tato změna jazykového systému je motivována faktem, že životná podstatná jména jsou v naprosté většině případů ve větě konatelem (který typicky odpovídá podmětu a je nepříznakový), takže jejich použití ve funkci patiensu je v zájmu jednoznačnosti nutné explicitně odlišit). V jazycích bez nominální flexe jsou gramatické funkce u přechodných sloves vyjadřovány slovosledem nebo dodatečnou morfosyntaktickou značkou, jako kupříkladu v bulharštině a makedonštině (jež u substantiv flexi téměř nemají), např. Момчето ја сака Марија "Chlapec miluje dívku" vs. Марија ја сака момчето "Dívku miluje chlapec".

## Reanalýza
Reanalýza je gramatikalizační proces, kdy nějaká konstrukce mění nebo ztrácí sémantický význam (a rozšiřuje pole působnosti). Příkladem je posesivní minulý čas v makedonštině:
- *Имам написану книгу "Mám napsanou knihu." (dřívější podoba makedonšiny před zánikem pádů, obdobná jako v dnešních západních jihoslovanských jazycích)
- Ја имам написано книгата "Napsal jsem knihu" (jednoduchý minulý čas je Ја написав книгата)

Zatímco původně bylo příčestí napisanu přívlastkem podstatného jména kniha, po reanalýze je součástí složeného predikátu imam napisano (kde imam se stává pomocným slovesem).
Dalším příkladem je užití osobního zájmena ve třetím pádě jako přivlastňovacího, např. mak. татко ми "můj otec", vl. dada-nju "moje matka". Zájmeno původně bylo aktantem slovesa (např. mak. татко ми е дојден "můj otec přišel", vl. dada-nju vine) a bylo reanalyzováno jako závislé na substantivu, resp. jmenné frázi. K tomuto případu reanalýzy přispěl také fakt, že v jazycích Balkánu splynul genitiv s dativem.[zdroj?]

## Gramatikalizační (typologický) cyklus
Všechny živé jazyky světa se dále vyvíjejí (mění), přičemž lze pozorovat univerzální tendenci, že striktně analytické jazyky přecházejí v aglutinační, aglutinační v syntetické a syntetické (flektivní) se vrací k analytické struktuře. Například praugrofinština se rozvinula z analytického jazyka v dnešní aglutinační ugrofinské jazyky, deklinace makedonštiny se změnila ze syntetické v analytickou, čínština je momentálně ve fázi přechodu k typu aglutinačnímu atd. (podobně například i angličtina ztratila postupem času flexi; původní časování je dochováno u řady nepravidelných sloves). Celý typologický cyklus je doložen u egyptštiny (koptštiny), kde je historicky doložena podoba jazyka v rozpětí několika tisíciletí.

## Iniciální mutace
Moderní keltské jazyky mají iniciální mutaci s gramatickou (morfosyntaktickou) funkcí, např. velšsky dyn teg "dobrý muž" vs. merch deg "dobrá dívka"). Počáteční mutace vznikla foneticky, v tomto příkladě asimilací neznělých souhlásek mezi dvěma samohláskami: *donjos tekos > *donjos tegos vs. *merka teka > *merka dega. Po zániku jmenné deklinace (pádových koncovek) zůstaly výše uvedené formy.